# Paul Gheysens
Paul Hilaire Augusta Gheysens (Ieper, 5 november 1953) is een Belgisch projectontwikkelaar, ondernemer en voetbalbestuurder. Hij is CEO van vastgoedinvesteerder en bouwbedrijf Ghelamco en eigenaar van voetbalclub Royal Antwerp FC.

## Levensloop

### Ghelamco
Gheysens groeide op in een landbouwgezin in Ieper en studeerde dierengeneeskunde, maar stopte vroegtijdig met zijn studies om tuinaanlegger te worden. Nadat hij tuinhuizen, varkensstallen en landbouwhangars bouwde, richtte hij in 1985 het bouwbedrijf Ghelamco op. Het bedrijf is naast België ook actief in Polen en andere Oost-Europese landen. Na de val van het communisme eind jaren 80 en begin jaren 90 kocht Ghelamco er goedkope gronden om vervolgens diverse bouwprojecten uit te werken. Onder meer in de Poolse hoofdstad Warschau ontwikkelde Ghelamco verschillende kantoorgebouwen waaronder de Warsaw Spire, een kantoorcomplex van het Belgische architectenbureau Jaspers-Eyers dat met 220 meter het op een na hoogste gebouw van Polen is. In de voetbalwereld is Ghelamco bekend als ontwikkelaar van de Ghelamco Arena in Gent, het thuisstadion van voetbalclub KAA Gent. Dat stadion werd in 2024 omgedoopt tot het Planet Group Stadion.

### Voetbal

#### Antwerp FC
In maart 2017 raakte bekend dat Gheysens de nieuwe sterke man van voetbalclub Royal Antwerp FC was en al jarenlang miljoenen euro's in de club stak. De club keerde dat jaar ook terug naar de Jupiler Pro League, het hoogste voetbalniveau in België. Dit nieuws was daags na de bekendmaking van het Antwerpse stadsbestuur onder leiding van burgemeester Bart De Wever om gesprekken aan te gaan met Antwerp FC en KFCO Beerschot-Wilrijk voor de bouw van een nieuw gemeenschappelijk stadion.
In september 2018 maakten Gheysens en De Wever bekend dat er geen gezamenlijk stadion zou komen, maar dat het Bosuilstadion een grondige vernieuwing zou ondergaan. Gheysens' bouwbedrijf Ghelamco stond in voor de vernieuwing van het stadion en voetbalclub Antwerp FC moest betalen hiervoor, waardoor Gheysens als eigenaar van Ghelamco en Antwerp geld verdiende aan de vernieuwde Bosuil. In augustus 2019 werd Tribune 4 gesloopt en werd de vernieuwing van de Bosuil ingezet.
Gheysens trok in juni 2017 onder meer Luciano D'Onofrio en László Bölöni aan bij Antwerp. D'Onofrio werd er sportief directeur en ondervoorzitter en Bölöni de nieuwe hoofdtrainer.

#### Eurostadion en overname Anderlecht
De stad Brussel besliste in maart 2015 om de bouw en exploitatie van het nieuw nationaal voetbalstadion (Eurostadion) op gronden eigendom van de stad Brussel, maar gelegen in de gemeente Grimbergen toe te wijzen aan het consortium BAM/Ghelamco. In december 2017 liet de UEFA weten dat Brussel geen speelstad van het EK 2020 meer was en in januari 2018 weigerde Vlaams minister van Omgeving Joke Schauvliege een vergunningsaanvraag voor de bouw van het stadion. Ondanks deze beslissingen wilde Ghelamco verdergaan met het project. In maart ging het bouwbedrijf in beroep bij de Raad voor Vergunningsbetwistingen tegen de beslissing van de Vlaamse minister. Enkele dagen later maakte de KBVB bekend dat er geen nieuw stadion zou komen, maar dat het Koning Boudewijnstadion vernieuwd zou worden. In september verwierp de Raad het beroep van Ghelamco, maar de volgende maand trok Ghelamco naar de Raad van State.
Het Eurostadiondossier en het aandeel van Ghelamco daarin gingen gepaard met de mogelijke overname van voetbalclub RSC Anderlecht door Gheysens. In november 2017 geraakte bekend dat Gheysens, samen met Woestijnvis-baas Wouter Vandenhaute, Anderlecht wilde overnemen. Hij dreigde in december 2017 met een schadeclaim tegen RSCA indien hij de club niet zou mogen overnemen. Gheysens dreigde met een schadeclaim omdat Anderlecht in februari uit het principeakkoord over het Eurostadion stapte en daarbij dit akkoord schond. Op 19 december 2017 deden drie van Gheysens' kinderen een niet-bindend bod op Anderlecht, terwijl Gheysens bij Antwerp zou blijven. Vandenhaute verdween bijgevolg als kandidaat-overnemer. Een dag later geraakte bekend dat Marc Coucke de uiteindelijke overnemer van Anderlecht was. Coucke zou Anderlecht hebben gekocht als wraak op Gheysens. Coucke werkte in de overname van Anderlecht samen met de West-Vlaamse staalondernemer Joris Ide, die zijn hoeve in Knokke wilde uitbreiden, maar op tegenstand van Gheysens stootte. Ook Coucke wilde in Knokke een appartementsgebouw renoveren waarin Gheysens eigenaar was van twee appartementen.
In februari 2018 werden Ghelamco en Ghysens als bouwheren voor het nieuwe stadion van voetbalclub KV Kortrijk genoemd. Diezelfde maand deed hij ook een bod op tweedeklasser Union Sint-Gillis.

#### Rivaliteit met Bart Verhaeghe en Club Brugge
In januari 2018 kwamen Gheysens en Ghelamco in het nieuws omdat het bedrijf in Brugge eigenaar is van enkele percelen waarop voetbalclub Club Brugge een nieuw stadion wil bouwen. Gheysens diende een aanvraag in om het Gewestelijk Ruimtelijk Uitvoeringsplan (GRUP) om de bouw van het stadion te vernietigen.
Media gaven dit weer als een persoonlijk conflict tussen Gheysens en Club Brugge-voorzitter Bart Verhaeghe, net zoals Gheysens een West-Vlaams bouwheer en projectontwikkelaar. Gheysens zou het stadion van Club Brugge tegenhouden en Verhaeghe, als ondervoorzitter van de Koninklijke Belgische Voetbalbond, zou een tegenstander van het Eurostadion-project van Gheysens zijn en dit hebben geblokkeerd. Het Eurostadion kwam er uiteindelijk niet.
In oktober 2018 verschenen Gheysens, Verhaeghe en Anderlecht-overnemer Coucke samen op een foto tijdens een feest van Leopold Lippens, burgemeester van Knokke-Heist, Ghelamco en Gheysens zijn als projectontwikkelaar zeer actief in deze kustgemeente. Tijdens de wedstrijd Antwerp-Club Brugge in november 2019 hadden Gheysens en Verhaeghe een hevige ruzie.

### Overige activiteiten
In mei 2019 geraakte bekend dat Gheysens eigenaar zou zijn van mediagroep GMGroup, dat onder meer de nieuwssite Newsmonkey beheert.
Naast bouwontwikkelaar is Gheysens ook paardenliefhebber. Hij kocht enkele Arabische volbloeden waaronder QR Marc, die in maart 2012 de International Arabian Horse Championship in Dubai (VAE) won en tot 'mooiste paard ter wereld' werd gekroond. Gheysens is eigenaar van de stoeterij Knocke Arabians in Knokke-Heist.